# Divorzio in nero
Divorzio in nero (Tyler Perry's Divorce in the Black) è un film del 2024 diretto da Tyler Perry.

## Trama
Ava è una giovane impiegata di banca che rimane devastata quando suo marito Dallas decide di divorziare. Ava è determinata a non rinunciare a Dallas ma cambierà tutto quando scoprirà che il marito ha fatto in modo quando erano giovani di far sì che Ava rinunciasse alla sua anima gemella.

## Distribuzione
Il film è stato distribuito sulla piattaforma Amazon Prime Video dal 10 luglio 2024.